# Турбо (филм)
Вижте пояснителната страница за други значения на Турбо.
„Турбо“ (на английски: Turbo) е американски компютърно анимиран филм от 2013 г. на студио DreamWorks Animation и се разпространява от 20th Century Fox.

## Сюжет
Турбо (Райън Рейнолдс) е охлюв, който мечтае един ден да стане най-бързият охлюв на света. Точно по тази причина, всички други охлюви му се присмиват. Обаче, заради един злощастен инцидент, неговата мечта се превръща в реалност. Сега, с новата си сила, той е напът да преживее най-голямото приключение в живота си.

## Героите
- Турбо е охлюв, който благодарение на един инцидент, е най-бързият охлюв на света. Очите му са сини, кожата му е жълта. Озвучен е от Райън Рейнолдс.
- Чет е по-големият брат на Турбо. Той непрекъснато му повтаря да се откаже от мечтата си. Озвучен е от Пол Джиамати.
- Жар е женски охлюв. Харесва Чет, и в края на филма му става гадже. Тя е червена и има кафяви очи. Озвучена е от Мая Рудолф.
- Бяла сянка е огромен охлюв. Той е бял на цвят и има сини очи. Озвучен е от Майк Бел.
- Бичът е лидерът на охлювите. Той е черен и има лилави очи. Озвучен е от Самюъл Джаксън.
- Споко е охлюв с плюшени зарове на врата. Главата му е лилава, а вратът е зелен. Озвучен е от Снуп Дог.
- Бързакът е син охлюв с разделени очи. Озвучен е от Бен Шуорц.